# Brime de Sog
Brime de Sog es un municipio y lugar español de la provincia de Zamora, en la comunidad autónoma de Castilla y León. Cuenta con una población de 116 habitantes (INE 2024).
Es una localidad que se encuentra ubicada en el valle de Vidriales de la comarca de Benavente y Los Valles entre las localidades de San Pedro de Ceque y Santibáñez de Vidriales. Su casco urbano está formado por dos barrios, de cuyo casería destaca su iglesia parroquial de Santa María, construida a principios del siglo XX con piedra de mampostería y retoques de ladrillo, aunando elementos neogóticos y detalles de tradición mudéjar.

## Toponimia
Contiene, en su primera parte, una forma leonesa de vīmĭne- (mimbrera), sometida a disimilación de nasales m-n > m-r y posterior metátesis y síncopa. El castellano y las áreas orientales del leonés no trasponen m-r > r-m, sino que introducen una –b– epentética (vimbre o mimbre).
La segunda parte contiene una forma romance derivada del latín tardío sabūcu- (saúco), con monoptongación saúgo y apócope de la vocal final. Tal pérdida de la –o– final detrás de –g– es insólita, ya que en el dominio lingüístico leonés se produce apócope detrás de –n–, por lo que es una característica local. En otras zonas de Castilla y León también se registran esporádicas caídas de vocal final detrás de –z–, especialmente en monosílabos como diz (dice), urz (urce), sauz (sauce), caz (cauce) y tenaz (tenaza). Puede pensarse que el leonés ha compartido localmente, bien por influencia de pobladores o por raíz común, algunos rasgos de las hablas mozárabes, en particular la caída de la vocal final. Zamora Vicente cita ejemplos mozárabes como ešparrag (espárrago) y Luc (Luque). Sanchis Guarner indica que «debió también actuar sobre el habla mozárabe la práctica de la lengua árabe de apocopar la vocal final de las palabras románicas que admitía».

## Historia

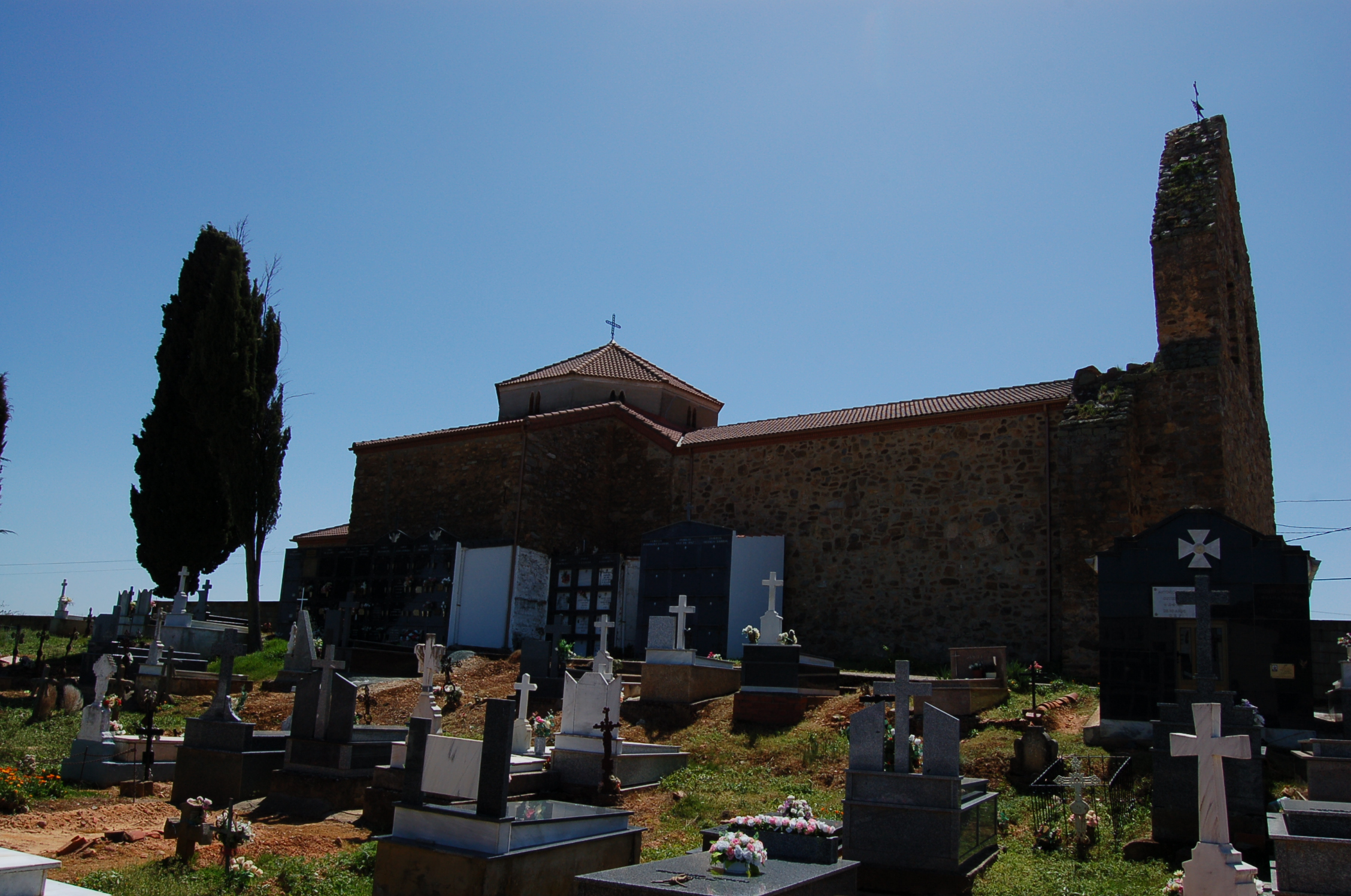
Iglesia

Brime de Sog pudo tener un origen castral, tal y como se atestigua para otras localidades del valle de Vidriales. La conquista romana supuso la creación del campamento de Petavonium como centro de control de los poderes locales de las comunidades castrales del valle de Vidriales, además de servir para el control de la extracción de hierro y posibilitar las labores impositivas, funciones a las que algunos autores han añadido la posibilidad de que fuera parte de un limes interior frente a los astures. La crisis del sistema romano, supuso que el campamento de Petavonium fuera abandono en el Bajo Imperio y que las comunidades existentes volvieran de inmediato al modelo de organización castral.
La influencia andalusí en el valle de Vidriales fue mucho menor que en otros territorios del nordeste zamorano. Dentro del valle, es especialmente ilustrativo que el sector que más se vio afectado se encontrara en la cuenca baja del Almucera y en su confluencia con el Tera, es decir, una zona situada al margen de las estructuras territoriales preexistentes.
La victoria de Alfonso III de Asturias sobre los andalusíes en Polvoraria (878) abrió las puertas a la expansión hacia los sectores situados más al sur. Lo que este monarca y sus sucesores se encontraron, por tanto, fue un espacio territorial articulado desde las comunidades preexistentes y vinculadas a las élites locales, de las que se sirvieron para hacerse con el control total. Para ello, lo primero que hicieron fue asumir un papel superior, el de garantes de la pervivencia de las comunidades, en cuya gestión involucraron a las élites locales.
Durante toda la Edad Moderna, Brime de Sog o simplemente Brime, como se denominaba en el siglo XVI, fue una de las localidades que se integraban en la «provincia de las Tierras del Conde de Benavente», formando parte de la «receptoría de Benavente y su Tierra». Esta provincia que se extendía por tierras de la citada casa condal en las actuales provincias de Zamora, León, Orense y Valladolid, tiene la peculiaridad de que considerándose parte del reino de León, de cara al voto en Cortes dependía de la ciudad de Valladolid, ciudad en la que residía el conde, si bien la provincia de las Tierras del conde de Benavente tenía cierta autonomía a la hora de la recaudación de los impuestos en su territorio.
Brime de Sog pasó a formar parte de la provincia de Zamora tras la reforma de la división territorial de España en 1833. De esta forma continuó encuadrado dentro de la región leonesa, si bien esta última carecía de cualquier tipo de competencia u órgano común a las provincias que agrupaba, teniendo un mero carácter clasificatorio, sin pretensiones de operatividad administrativa. Tras la constitución de 1978, y la diversa normativa que la desarrolla, Brime de Sog pasó a formar parte en 1983 de la comunidad autónoma de Castilla y León, en tanto municipio adscrito a la provincia de Zamora.

## Geografía humana

### Demografía
Cuenta con una población de 116 habitantes (INE 2024).
| Gráfica de evolución demográfica de Brime de Sog entre 1842 y 2021                                                                                               |
| |
| Población de derecho según los censos de población del INE Población de hecho según los censos de población del INEEn este censo se denominaba Brime de So: 1842 |

### Economía
Pertenece a la indicación geográfica, con derecho a la mención vino de calidad, de Valles de Benavente.